# Roland Mönig
Roland Mönig (* 10. August 1965 in Bochum) ist ein deutscher Kunsthistoriker und Direktor des Von der Heydt-Museums in Wuppertal.

## Leben
Mönig studierte an der Ruhr-Universität Bochum Kunstgeschichte und Germanistik und promovierte 1994 zu Franz Marc und Georg Trakl.
Ab 1997 war Mönig Kurator und stellvertretender Leiter des Museums Kurhaus Kleve, 2011/12 war er dort nach der Pensionierung von Guido de Werd auch Interimschef. Vom 1. Dezember 2013 bis zum 31. März 2020 leitete Mönig das Saarlandmuseum in Saarbrücken und war Vorstand der Stiftung Saarländischer Kulturbesitz. Seit 1. April 2020 leitet Mönig das Von-der-Heydt-Museum in Wuppertal.

## Veröffentlichungen
Mönig veröffentlichte als Kurator und Museumleiter über 40 Ausstellungskataloge. Außerdem erschienen:
- Augenblicke: Prosa. Die Blaue Eule, Essen 1986, ISBN 3-89206-140-8
- mit Kunibert Bering: Herrschaftsbewusstsein und Herrschaftszeichen: zur Rezeption stauf. Architekturformen in der Baupropaganda des 13. und 14. Jahrhunderts. Die Blaue Eule, Essen 1988, ISBN 3-89206-209-9
- Franz Marc und Georg Trakl: ein Beitrag zum Vergleich von Malerei und Dichtung des Expressionismus. Dissertation. Ruhr-Universität Bochum 1994. Lit, München 1996, ISBN 3-8258-2800-X.